# کمشتارودفا
کِمِش‌تارودفا (به مجاری:  Kemestaródfa) یک شهرداری در مجارستان است که در واش واقع شده‌است. کمش‌تارودفا ۶٫۳۵ کیلومتر مربع مساحت و ۲۴۴ نفر جمعیت دارد.